# 毛游
毛游（日语：／ mō ashibi）是过去琉球王国和日本冲绳县广泛流行的一种社会习俗。它是一种由年轻男女在傍晚至深夜期间，在田野或海边聚集，边饮食边进行以歌舞为主的交流性集会。
“毛”（日语： mō）是冲绳方言中表示“原野”或“广场”的词汇。该词原本对应的标准日语汉字是“野”（训读为「の」no，音读为「や」ya），但在冲绳语中发音演变为「もう」，因此以“毛”字借音书写，属于表音性质的借字写法。在不同村落中，此类活动也有辻游（在村落交叉口或集会处的游乐活动）、滨游（在海边举行的游乐活动）、夜游（在夜晚举行的游乐活动）等不同称呼。据说参与毛游的年龄大致为：男子17至25岁、女子15至22岁左右，即进入成人阶段、被视为适婚年龄的男女为主。
这种习俗并非冲绳独有，类似的风俗在近代以前的日本各地也曾普遍存在，古时称为歌垣，男女在活动中互唱情歌以表达情意。据记载，毛游过程中发展为性行为并非罕见，但这种交往是在父母、亲族乃至整个共同体认可之下进行的。在开放交往的氛围中，人们建立人际关系，并择定未来配偶，作为一种社会风俗在冲绳延续至近代。
此外，毛游不仅是男女结识的场合，更是民谣、乐器演奏、琉球舞蹈、民间故事等冲绳传统文化传承的重要平台。许多出身冲绳的音乐人正是在毛游中比拼技艺，磨炼音乐素养，并通过即兴创作与对唱不断诞生出新的民谣。被誉为冲绳音乐界代表性人物的艺人，大多出身于毛游文化，其对现代冲绳音乐的影响不可小觑。
尽管毛游曾因被视为野蛮、淫乱的风俗而屡次遭到琉球王朝的禁止，又在明治时代以后受到日本政府推动的风俗改革运动打压，但在经历冲绳战役后的战后时期，仍有部分地区保留至20世纪60年代左右。
虽然毛游如今已经消失，但战后冲绳出现了一种新的集体娱乐方式——海滩派对（beach party）。这种文化是由驻日美军带入的，形式为亲朋好友在海边聚会，通常从白天持续到傍晚，以烧烤等活动为主，是现今某种程度上替代毛游的文化现象。